# Angela Maria
Angela Maria, nome artístico de Abelim Maria da Cunha (Macaé, 13 de maio de 1929 – São Paulo, 29 de setembro de 2018), foi uma cantora, compositora e atriz brasileira, expoente da Era do Rádio, considerada dona de uma das melhores vozes da MPB e eleita a Rainha do Rádio em 1954. Também é uma das cantoras brasileiras que mais venderam discos, cerca de 60 milhões de discos. Angela Maria é conhecida pelos grandes críticos da música nacional e internacional como a maior voz do Brasil.
Intérprete de canções como Babalu (Margarita Lecuona), Gente Humilde (Garoto/Chico Buarque/Vinicius de Moraes), Cinderela (Adelino Moreira) e Orgulho (Waldir Rocha/Nelson Wederkind), serviu como fonte de inspiração para artistas como Elis Regina, Djavan, Milton Nascimento, Ney Matogrosso, Cesária Évora e Gal Costa, além de ter sido, comprovadamente pelo Ibope, por um longo período, a cantora mais popular do Brasil e conquistado a admiração de personalidades como Édith Piaf, Getúlio Vargas, Juscelino Kubitschek, Amália Rodrigues e Louis Armstrong.

## Biografia e carreira
A cantora nasceu no ano de 1929, no interior fluminense, no então distrito de Conceição de Macabu, em Macaé. De família muito humilde, sua mãe, Julita Maria da Cunha, era dona-de-casa e de família protestante, e seu pai, Albertino Coutinho da Cunha, pastor da igreja batista. Por conta disso, desde criança cantava no coral de uma igreja próxima da sua casa e com isso foi aprendendo a amar a música e o universo das melodias. Durante a infância e adolescência, devido a dificuldades financeiras, morou com a família nas cidades de Niterói, São Gonçalo e Nova Iguaçu, fixando moradia na cidade do Rio de Janeiro, em busca de uma vida melhor, em cidade com mais recursos. Durante sua juventude trabalhou como empacotadora em uma fábrica de lâmpadas, e também como operária tecelã em uma fábrica de tecidos, mas sempre sonhou em ser cantora. Nesta época já compunha suas primeiras canções. A jovem almejava trabalhar nas rádios e alcançar o sucesso, mas seu pai era contra, por ser muito religioso, querendo que a filha se convertesse à religião evangélica e se casasse cedo. Angela não tinha o desejo de viver assim, e foi atrás do seu grande sonho, que era cantar. Inscreveu-se em diversos concursos de rádio, e passou na maioria deles. Contratada para cantar nas rádios, e também participar de novelas radiofônicas, não poderia perder esta grande oportunidade, e nem deixar seu pai saber. A solução foi inventar um curso de costura após o expediente de trabalho, mas na verdade ia cantar e atuar nas rádios, fazendo uma voz mais suave para que a família não a reconhecesse, passando a se apresentar como Angela Maria. Em 1947, aos dezenove anos, trabalhava de dia e à noite tentava por todos os meios conseguir vaga em algum programa de música. Ia de rádio em rádio fazer inscrições para sorteios, até que conseguiu ser premiada e se apresentou aos jurados em uma rádio, passando no teste. Com isso, começou a apresentar-se como cantora no Pescando Estrelas, um programa de calouros. Sua interpretação era considerada belíssima, sempre tirava nota máxima e ganhava todos os concursos. Todos a queriam para cantora e foi cantar no famoso Dancing Avenida e depois na rádio Mayrink Veiga. Em 1951, já com o aval da família, mesmo após inúmeras brigas, gravou o primeiro disco. Vieram assim os sucessos que a consagraram.

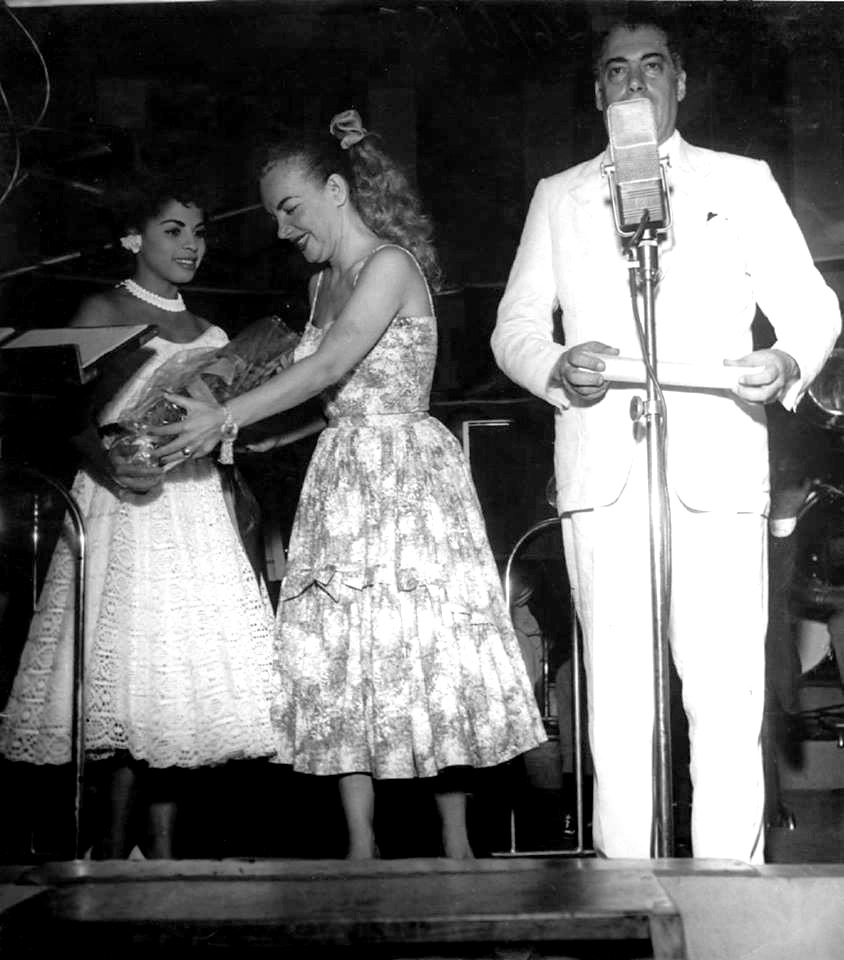
Angela Maria com Carmen Miranda e Almirante em 1955. Arquivo Nacional.

Angela Maria, ao receber o prêmio de melhores de 1959. Arquivo Nacional.

Com grande sucesso no Brasil, passou a viajar o mundo com canções belíssimas em sua voz, considerada muito harmônica. Além de cantora, fez cursos de teatro e atuou em cinema, no longa-metragem Portugal... Minha Saudade em 1973, comédia produzida, dirigida e estrelada por Mazzaropi.
Angela Maria consagrou-se como uma das grandes intérpretes do gênero samba-canção (surgido na década de 1930), ao lado de Maysa, Nora Ney e Dolores Duran.
Gravou dezenas de sucessos como: Não Tenho Você, Babalu, Cinderela, Moça Bonita, Vá, mas Volte, Garota Solitária, Falhaste Coração, Canto Paraguaio, A Noite e a Despedida, Gente Humilde, Lábios de Mel, e outros.
Angela sempre contou em entrevistas ter sofrido na vida pessoal. Nunca conseguiu ter filhos, devido a uma endometriose, que foi diagnosticada ainda na adolescência, o que a deixou muito abalada. Durante sua vida, foi constantemente alvo da mídia, que sempre tocava no assunto maternidade, ou a imprensa inventava boatos sobre sua infertilidade, a deixando magoada, pois ela sempre quis ser mãe. Apesar de ter feito inúmeros tratamentos de fertilização, nunca conseguiu êxito. Foi casada seis vezes,[carece de fontes?] mas apenas um casamento foi oficializado, a conturbada união com o empresário carioca Rodolfo Valentino Aleksitch, que terminou em 1965, depois de sete anos. Na época em que se casou, Angela estava no auge da carreira e conseguira acumular um considerável patrimônio financeiro. A cantora revelaria depois que por conta de tantos problemas pessoais e profissionais, desenvolveu depressão, e que já havia tentado o suicídio. Contou que quase perdeu tudo, já que seu patrimônio era administrado por seus assessores, que não pagavam suas contas e a roubavam constantemente. Em 1967, desesperada com sua vida, sem recursos financeiros e brigada com a família, mudou-se sozinha para São Paulo, cidade onde viveu até o fim de sua vida, disposta a recomeçar do zero. Apesar de cantar em pequenos eventos, ainda continuava a ser vítima de assessores e ex-maridos desonestos. Apesar de ter ficado muito tempo sendo explorada, Angela voltou a brilhar no meio artístico e tinha como grandes amigos, Cauby Peixoto e Dalva de Oliveira. Conheceu Daniel D'Ângelo, com quem se casou e conviveu até a morte da cantora. Daniel foi quem mais a ajudou a superar a crise financeira e emocional.
Em 1979, aos cinquenta anos, conheceu Daniel D'Ângelo de dezoito anos. Ele era noivo e apaixonaram-se, o que o fez separar-se da noiva e irem morar juntos, com quatro filhos adotivos: Angela Cristina, Lis Ângela, Rosângela e Alexandre. A união durou 39 anos, até a morte de Angela em 2018. Depois de 33 anos juntos, decidiram oficializar a união. Em 13 de maio de 2012, no dia do seu aniversário de 83 anos, e ele com 51, casaram-se oficialmente, em uma cerimônia íntima realizada no interior do estado do Rio de Janeiro.
Em 1994 foi homenageada pela escola de samba paulistana Rosas de Ouro, que com o enredo Sapoti, foi consagrada campeã do carnaval de São Paulo daquele ano.
Neste mesmo ano o cantor Ney Matogrosso gravou o disco Estava Escrito, em homenagem a Angela Maria. O álbum contém canções do repertório da cantora que ficaram consagradas na sua voz.
Em 1996, foi contratada pela gravadora Sony Music e lançou o CD Amigos, com a participação de vários artistas como Roberto Carlos, Gal Costa, Caetano Veloso, Alcione, Fafá de Belém entre outros. O trabalho foi um sucesso, celebrado num espetáculo no Metropolitan, atual Claro Hall, no Rio de Janeiro, e um especial na Rede Globo. O disco vendeu mais de quinhentas mil cópias.
Foi uma fase muito feliz da carreira da cantora que, no ano seguinte, apresentou o álbum Pela Saudade que  me Invade, com sucessos de Dalva de Oliveira; e um ano depois gravou com Agnaldo Timóteo, o CD Só Sucessos, também na lista dos cem álbuns nacionais mais vendidos. Após a saída da Sony, Angela voltou a gravar em 2003, desta vez pela Lua Discos, o Disco de Ouro, com um viés eclético, abrangendo compositores que vão de Djavan a Dolores Duran.
Em 2011, após 45 anos do surgimento da série Depoimentos para a Posteridade do Museu da Imagem e do Som do Rio de Janeiro, foi convidada, em 23 de agosto, para deixar registrada sua história. Na entrevista contou passagens importantes de sua carreira artística, afirmando ter gravado 114 discos e vendido cerca de 60 milhões de exemplares.
Nas eleições municipais de 2012, candidatou-se a vereadora da cidade de São Paulo pelo PTB, porém não se elegeu.
Em 2015 foi lançada a sua biografia escrita pelo jornalista Rodrigo Faour, que contou com depoimentos preciosos da cantora. No mesmo ano, Angela e seu grande amigo Cauby Peixoto iniciaram uma turnê por várias capitais brasileiras, subindo aos palcos com a apresentação do musical "120 Anos de Música" em comemoração aos sessenta anos de suas carreiras. O último encontro dos dois artistas aconteceu na apresentação do dia 3 de maio de 2016, no Theatro Municipal do Rio de Janeiro. Uma semana depois, Cauby seria internado para tratar de uma pneumonia, mas não resistiu e morreu no dia 15 de maio.

## Morte
Angela Maria morreu na cidade de São Paulo, a apenas alguns meses de completar 90 anos, no dia 29 de setembro de 2018, aos 89 anos, em decorrência de uma infecção generalizada, que levou a uma parada cardíaca. Estava internada havia 34 dias em um hospital da Zona Sul de São Paulo. O velório e o sepultamento foram programados para o dia seguinte, no Cemitério de Congonhas, também na Zona Sul paulistana. A TV Globo preparava uma minissérie contando a trajetória de Angela, cuja estreia estava prevista para 2019, mas não se concretizou.

## Discografia

### Álbuns de estúdio
| Ano  | Álbum                                                       | Gravadora     |
| ---- | ----------------------------------------------------------- | ------------- |
| 1954 | A Rainha Canta                                              | Copacabana    |
| 1955 | Sucessos de Ontem na Voz de Hoje                            | Copacabana    |
| 1956 | Angela Maria Apresenta                                      | Copacabana    |
| 1957 | Quando Os Maestros Se Encontram Com Angela Maria            | Copacabana    |
| 1958 | Quando os Astros se Encontram                               | Copacabana    |
| 1958 | Para Você Ouvir e Dançar                                    | Copacabana    |
| 1959 | Angela Maria Canta Sucessos de David Nasser                 | Copacabana    |
| 1959 | Angela Maria Apresenta Fernando César e Seus Amigos         | Copacabana    |
| 1960 | Quando a Noite Vem                                          | Continental   |
| 1961 | Não Tenho Você                                              | Continental   |
| 1962 | Incomparável                                                | RCA Victor    |
| 1962 | Angela Maria Canta Para o Mundo                             | RCA Victor    |
| 1963 | Angela Maria Canta Para o Mundo - Vol. 2                    | RCA Victor    |
| 1963 | Presença de Angela Maria                                    | RCA Victor    |
| 1964 | Angela a Maior Maria                                        | RCA Victor    |
| 1965 | Boneca                                                      | Copacabana    |
| 1966 | Angela Maria Interpreta Boleros                             | Copacabana    |
| 1966 | A Brasileiríssima Angela Maria                              | Copacabana    |
| 1967 | O Samba Vem Lá de Cima                                      | Copacabana    |
| 1967 | Meu Amor é Uma Canção                                       | Copacabana    |
| 1968 | A Grande Mentira                                            | Copacabana    |
| 1969 | Angela em Tempo Jovem                                       | Copacabana    |
| 1970 | Angela de Todos os Temas                                    | Copacabana    |
| 1971 | Angela                                                      | Copacabana    |
| 1972 | Angela                                                      | Copacabana    |
| 1975 | Angela                                                      | Copacabana    |
| 1977 | Angela Maria                                                | Copacabana    |
| 1977 | Os Mais Famosos Tangos                                      | Copacabana    |
| 1977 | Os Mais Famosos Fados                                       | Copacabana    |
| 1978 | Com Amor e Carinho                                          | Odeon         |
| 1979 | Angela & Timóteo Juntos                                     | Odeon         |
| 1980 | Apenas Mulher                                               | Odeon         |
| 1982 | Estrelas da Canção                                          | Odeon         |
| 1982 | Angela & Cauby                                              | Odeon         |
| 1983 | Sempre Angela                                               | Odeon         |
| 1985 | Angela Maria                                                | RGE           |
| 1987 | Angela Maria                                                | RGE           |
| 1996 | Amigos                                                      | Columbia      |
| 1997 | Pela Saudade que me Invade (Um Tributo a Dalva de Oliveira) | Columbia      |
| 1999 | Angela & Agnaldo Sucesso Sempre                             | Sony          |
| 2003 | Disco de Ouro                                               | Lua Music     |
| 2011 | Eu Voltei                                                   | Lua Music     |
| 2013 | Angela e Cauby - Reencontro                                 | Nova Estação  |
| 2015 | Angela à Vontade em Voz & Violão                            | Nova Estação  |
| 2017 | Angela Maria e as Canções de Roberto & Erasmo               | Biscoito Fino |

### Álbuns ao vivo
| Ano  | Álbum                           | Gravadora    |
| ---- | ------------------------------- | ------------ |
| 1992 | Angela & Cauby - Ao Vivo        | RCA          |
| 2018 | Angela Maria & Nelson Gonçalves | Nova Estação |

### Coletâneas
| Ano  | Álbum                        | Gravadora  |
| ---- | ---------------------------- | ---------- |
| 1955 | Sucessos de Angela Maria     | Copacabana |
| 1955 | Sucessos de Angela Maria Nº2 | Copacabana |
| 1956 | Isto é Angela Maria!         | RCA Victor |
| 1957 | Sucessos de Angela Maria Nº3 | Copacabana |
| 1959 | Angela Maria                 | Copacabana |
| 1973 | Série Colagem                | Copacabana |

## Filmografia
- 1954 - Rua Sem Sol .... atriz convidada [18]
- 1955 - O Rei do Movimento
- 1956 - Fuzileiro do Amor
- 1956 - Com Água na Boca
- 1956 - Fugitivos da Vida
- 1956 - O Feijão é Nosso
- 1956 - Tira a Mão Daí!
- 1957 - Rio, Zona Norte
- 1957 - Dorinha no Soçaite
- 1957 - Feitiço do Amazonas
- 1957 - Metido a Bacana
- 1957 - O Negócio Foi Assim
- 1957 - O Samba na Vila
- 1957 - Rio Fantasia
- 1959 - Quem Roubou Meu Samba?
- 1961 - América de Noite
- 1961 - Caminho da Esperança
- 1966 - 007 1/2 no Carnaval
- 1967 - Carnaval Barra Limpa[19]
- 1973 - Portugal... Minha Saudade
- 1975 - A Extorsão